# Championnat de France de hockey sur glace 1961-1962
Saison précédente Saison suivante
La saison 1961-1962 est la 41e saison du championnat de France de hockey sur glace.

## Bilan
3e titre de champion de France pour l'Athletic Club de Boulogne-Billancourt devant Villard de Lans.